# Senzorna afazija
Wernickeova ili senzorna afazija je nemogućnost prepoznavanja riječi ili smislenih vidnih i taktilnih informacija dok je produkcija govora uglavnom očuvana.